# Land- und Stadtgericht Hilchenbach

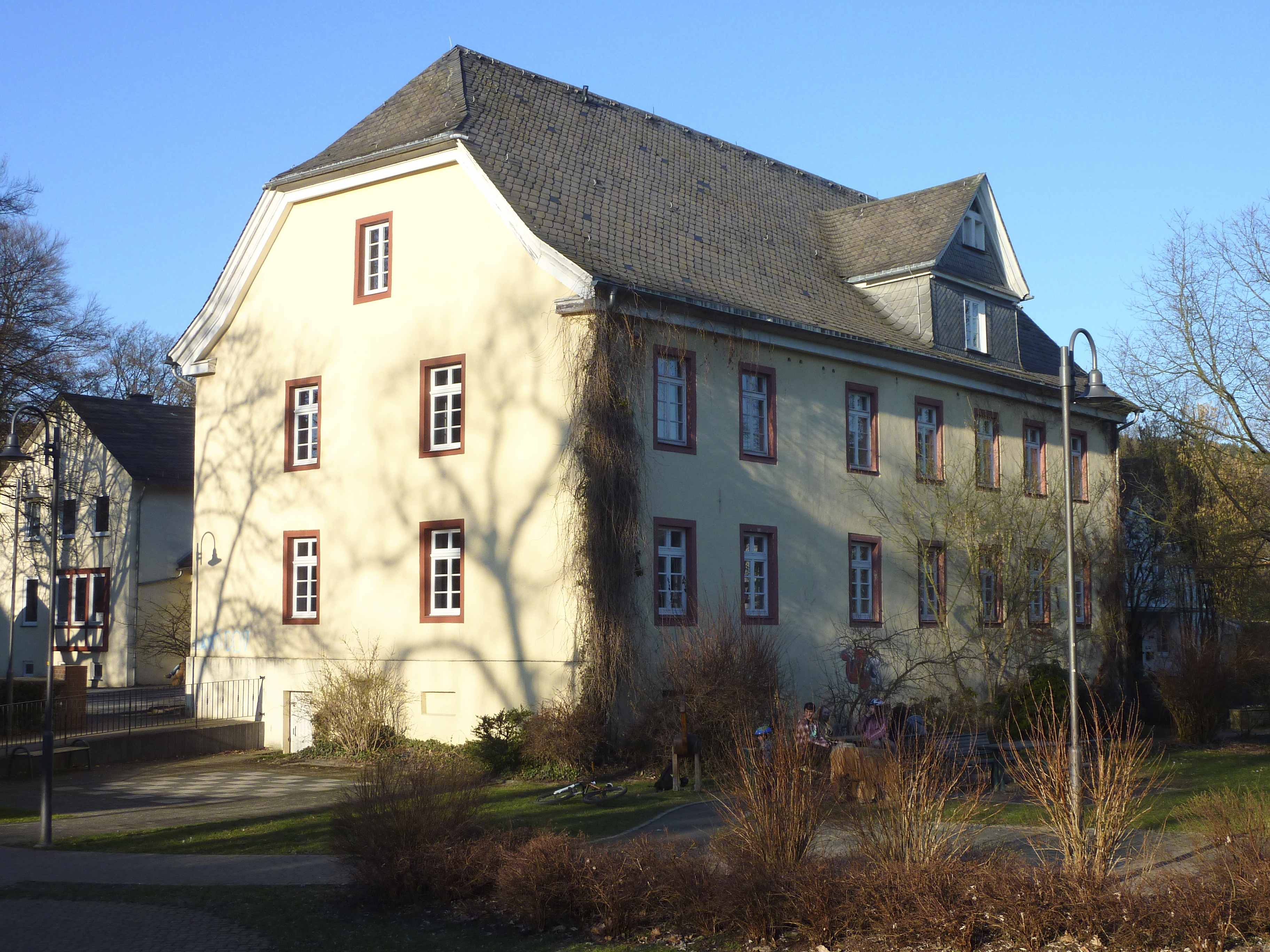
Wilhelmsburg, Sitz des Gerichtes

Das Land- und Stadtgericht Hilchenbach war von 1839 bis 1848 ein preußisches Land- und Stadtgericht mit Sitz in Hilchenbach.

## Geschichte
Das Land- und Stadtgericht Hilchenbach entstand zum 1. Januar 1839 aus dem aufgelösten Justizamt Hilchenbach. Im Sprengel lebten anfangs 7556 Gerichtseingesessene. Am Gericht waren ein Land- und Stadtrichter, ein Assessor und drei nicht-richterliche Mitarbeiter beschäftigt. Sitz war die Wilhelmsburg.
Das Land- und Stadtgericht Hilchenbach war ein Gericht 2. Klasse, da nur zwei Richterstellen bestanden. Erst ab drei Richtern konnte eine Spruchkammer gebildet werden. Daher wurde das Land- und Stadtgericht Hilchenbach 1848 in eine Gerichtskommission Hilchenbach des Land- und Stadtgerichts Siegen umgewandelt.
Nach der Märzrevolution wurden in Preußen die Patrimonialgerichte abgeschafft und einheitlich Kreisgerichte geschaffen. Die Gerichtskommission Hilchenbach wurde als Gerichtskommission Hilchenbach des Kreisgerichts Siegen im Bezirk des Appellationsgerichts Arnsberg fortgeführt.

## Kreisrichter
Kreisrichter waren:
- Friedrich Adolf Diesterweg (1820–1824)
- von Raesfeld (1829–1836)
- Spancken (1839–1843)
- Bormann (1844–1846)[3]